# Daouda Karaboué
Daouda Karaboué (Abidjan, 11 de dezembro de 1975) é um handebolista profissional francês, bicampeão olímpico.